# Birgit Wagner
Birgit  Wagner gift Peter, född 21 januari 1969 i Rostock i Östtyskland, är en tysk före detta handbollsspelare. Hon blev världsmästare med Tyskland 1993. Hon spelade som högersexa men var högerhänt.

## Karriär
Birgit Wagner började spela handboll i SC Empor Rostock. Hon blev mästare i Östtyskland 1989 med klubben. 1990 bytte hon till bundesligaklubben TV Lützellinden. Med Lützellinden vann hon EHF Champions Cup 1991, tyska cupen 1992 och det tyska mästerskapet 1993 samt cupvinnarcupen 1993. 1994 flyttade hon till ligarivalen TuS Walle Bremen. Med Walle vann hon mästerskapet 1995 och 1996 och cupen 1995. När hon blev gravid 1998 avslutade hon sin karriär som handbollsspelare. Senare har hon spelat mer sporadiskt för Werder Bremen.
Wagner spelade också för Tysklands damlandslag i handboll. Hennes främsta internationella merit var VM-guldet vid världsmästerskapet 1993 i Norge. Hon spelade också i olympiska sommarspelen 1992. Wagner spelade 103 landskamper och gjorde 187 mål i landslaget.

## Privatliv
Birgit  Wagner utexaminerades från barn- och ungdomsidrottsskolan i Rostock och studerade i två år vid Wilhelm Pieck-universitetet i Rostock. Efter 1990 utbildade hon sig till banktjänsteman.